# Transportes do Ceará
Os transportes no Ceará são controlados por vários órgãos nomeadamente: Superintendência de Obras Públicas do Ceará (SOP-CE), controla as estrada de domínio estadual e aeroportos estaduais; Ceará Portos, que controla o Porto do Pecém; Companhia Docas do Ceará que controla o Porto do Mucuripe; Companhia Cearense de Transportes Metropolitanos (Metrofor), que controla os trens urbanos do estado e as empresas e instituições federais que controlam seus serviços no estado e demais empresas privadas.

## Aeroviário

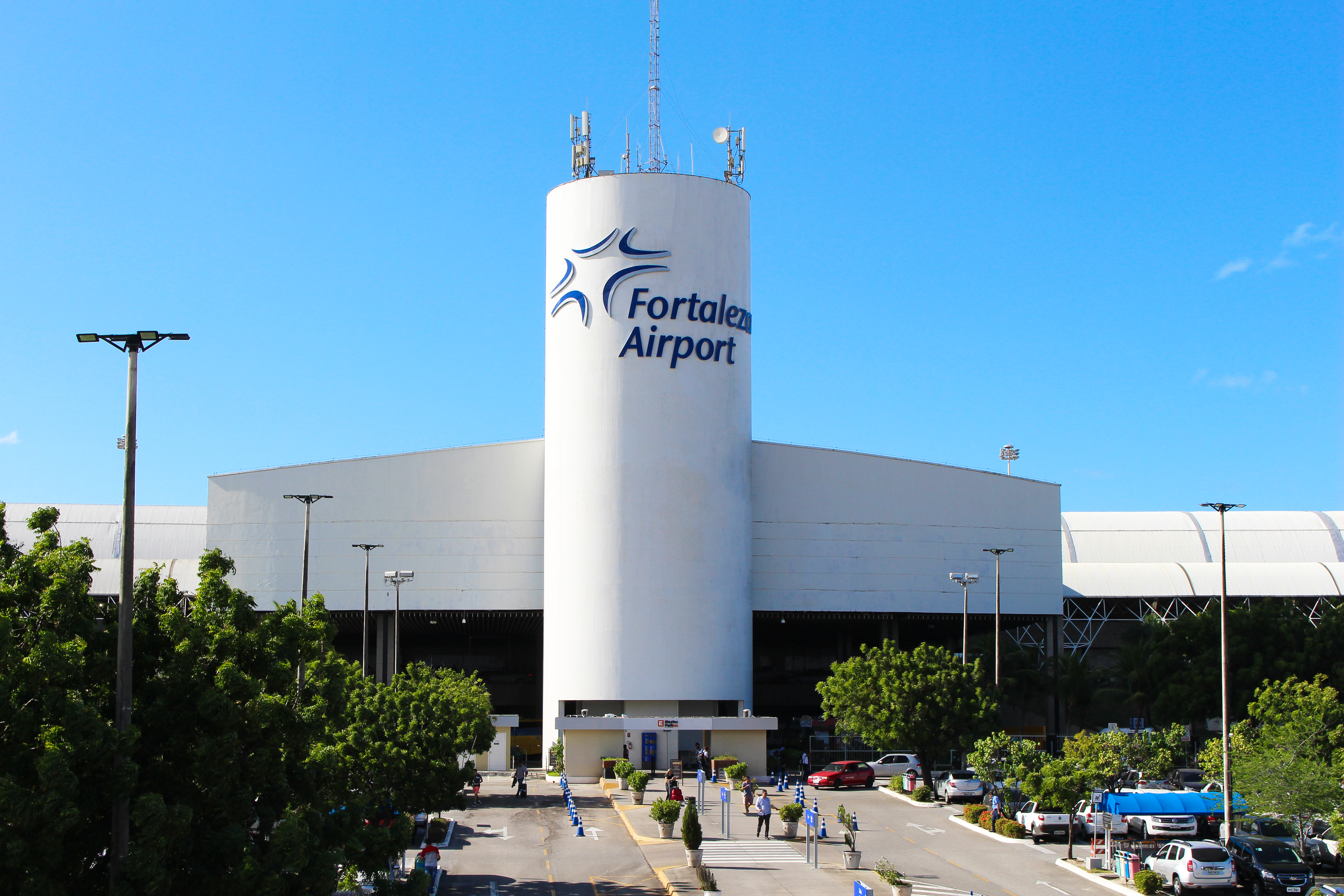
Aeroporto Internacional de Fortaleza.

No Ceará existem dois aeroportos administrados pela Infraero. O Aeroporto Internacional de Fortaleza é o maior do estado movimentando anualmente mais de 3 milhões de passageiros e o Aeroporto Regional do Cariri em Juazeiro do Norte é o maior do interior do estado e um dos mais movimentados do interior do Nordeste.
O Governo do Ceará tem cadastrado 68 aeroportos e pista de pousos. O Aeroporto de Aracati, com acesso ao litoral leste do estado, terá um padrão internacional e um terminal de espera para passageiros, o Aeroporto de Camocim com acesso ao litoral oeste e o Aeroporto de Quixadá com acesso ai sertão cearense destacam-se por dar acesso a regiões turísticas. Outros aeroportos regionais de destaque são o Aeroporto de Sobral e o Aeroporto de Iguatu.
Na Região Metropolitana de Fortaleza existem três aeródromos particulares, sendo um de instrução de vôo, (Aeródromo Feijó) pertencente ao Aeroclube do Ceará em Fortaleza, um de aviação desportiva, pertencente ao clube Catuleve em Aquiraz e finalmente um de uso comercial, do grupo M Dias Branco, no Eusébio. Na capital e no interior existem inúmeros helipontos e heliportos.

## Ferroviário

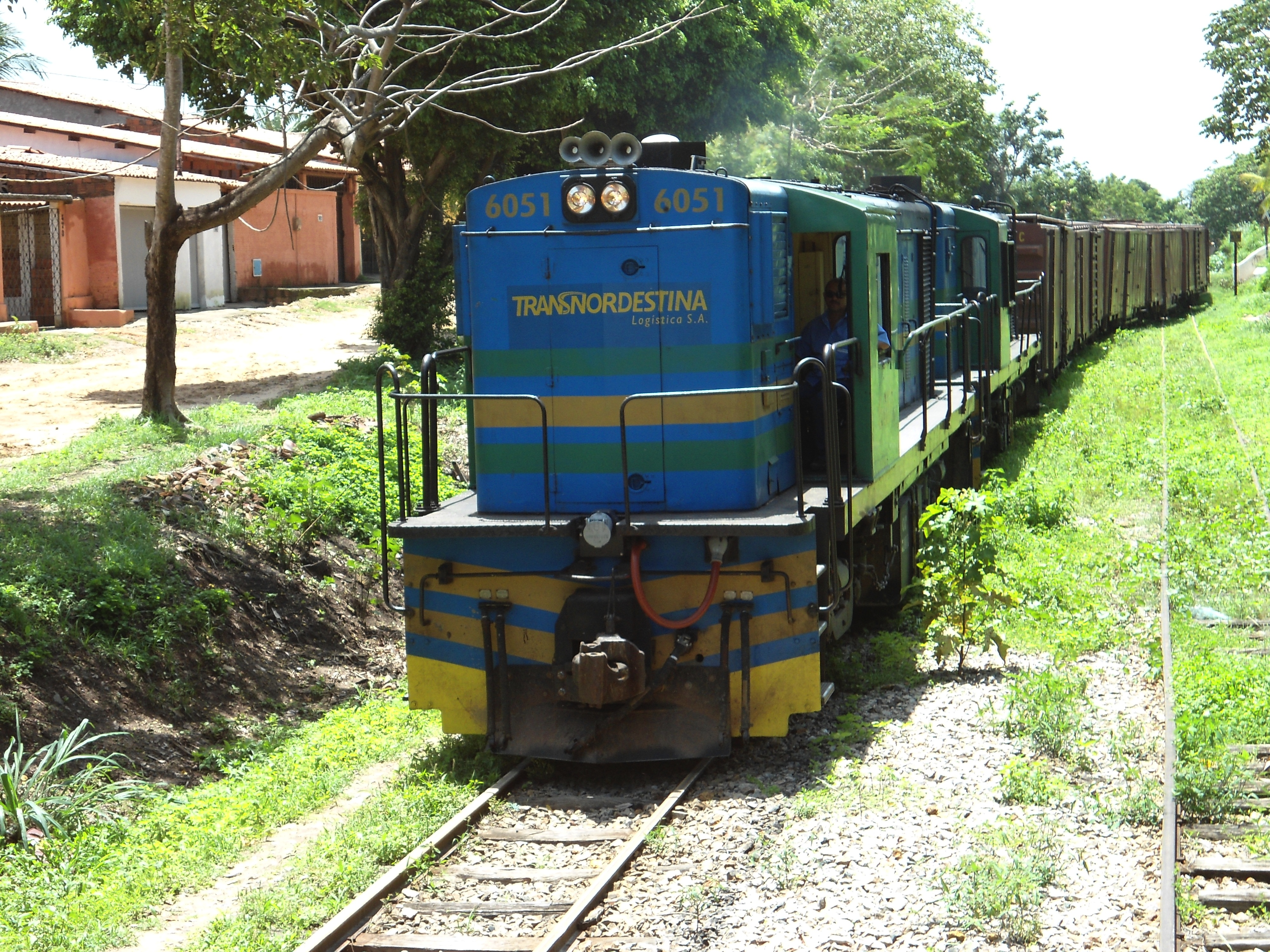
Locomotiva 6051 da Transnordestina.

O transporte ferroviário do Ceará é composto por um sistema multimodal, atendendo tanto o transporte de cargas quanto de passageiros, tendo sido operado e construído por diversas empresas ao longo de sua história, e que atualmente encontra-se em fase de expansão. 
Quanto ao transporte de cargas, está em funcionamento a Ferrovia Teresina-Fortaleza, operada pela Ferrovia Transnordestina Logística (FTL) responsável pela operação das linhas de bitola métrica no nordeste desde 2013. Atualmente, essa ferrovia transporta gusa, produtos siderúrgicos, cimento, coque, clínquer, farinha de trigo e minério entre essas cidades. Em 2014, foram transportadas 142 mil toneladas de produtos siderúrgicos entre Pecém e Teresina. Parte da carga de cimento é direcionada para São Luís, através da Ferrovia São Luís-Teresina, que também transporta gasolina e diesel do Porto do Itaqui para a capital piauiense. Há ainda a A Transnordestina Logística S/A (TLSA), uma empresa privada do Grupo CSN, responsável pela construção e operação da Ferrovia Nova Transnordestina (EF-232 e EF-116), projetada para ligar o Porto de Pecém, no Ceará, ao cerrado do Piauí, no município de Eliseu Martins, com extensão total de 1 206 quilômetros.
Para o transporte de passageiros, o Ceará conta com vários sistemas de metrô: o Metrô de Fortaleza, que é o metrô que interliga vários bairros da cidade e também as cidades de Maracanaú e Caucaia, o VLT do Cariri, que interliga as cidades do Crato e Juazeiro do Norte, e o VLT de Sobral que interliga vários bairros daquele Município. No Metrofor, estão em construção a Linha Leste e o Ramal VLT Aeroporto. Esse sistema é administrado pela Companhia Cearense de Transportes Metropolitanos, uma sociedade de economia mista e capital aberto brasileira com sede em Fortaleza, majoritariamente, pertencente ao Governo do estado do Ceará. Com origens no Consórcio do Trem Metropolitano de Fortaleza, criado em 25 de setembro de 1987, entre a RFFSA, a CBTU e governo estadual, a criação da Metrofor se deu pela Lei n 12.682 de 2 de maio de 1997, publicada no Diário Oficial do Estado do Ceará em 8 de maio de 1997.

## Hidroviário

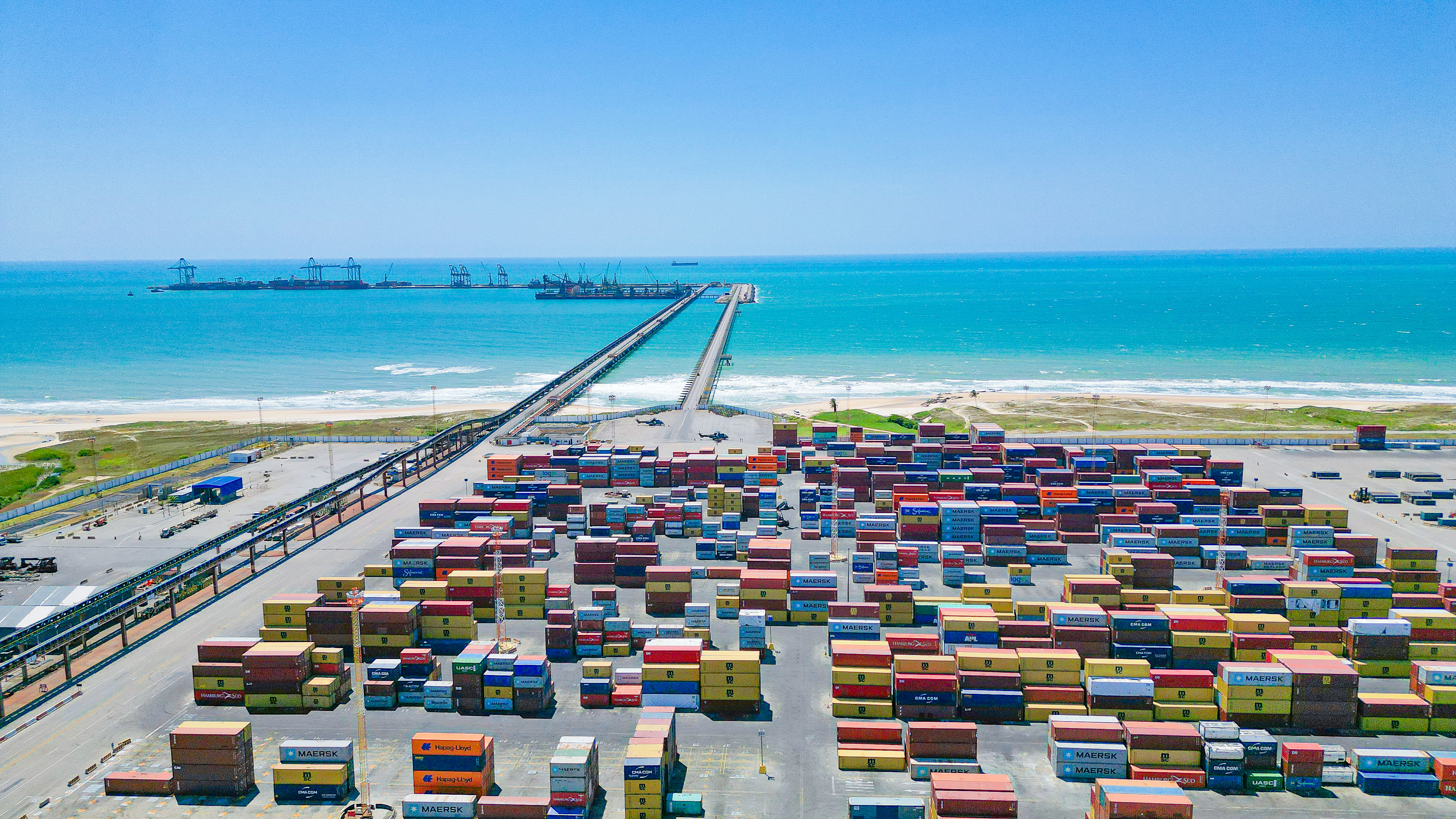
Porto do Pecém, maior porto do Ceará.

Ao longo dos 570 km de litoral do Ceará estão instalados 13 faróis em pontos estratégicos para auxiliar a navegação de cabotagem, sendo controlados pela Capitania dos Portos do Ceará.
Os principais portos do estado são: o Porto do Mucuripe, em Fortaleza, que é administrado pelo governo federal e é especializado em grãos e derivados do petróleo atendendo a refinaria da Petrobras, LUBNOR, e aos moinhos M. Dias Branco, J. Macedo e Grande Moinho Cearense; e o Terminal Portuário do Pecém, inaugurado em 2002, sendo o mais recente porto do Ceará atendendo a demanda de exportação de frutas, mas foi construído para estruturar o Complexo Industrial e Portuário do Pecém com planejamento de terminal para uso siderúrgico e de refinaria de petróleo. Atualmente está sendo preparado para operar um terminal de regaseificação de gás natural para a Petrobras.
Outros portos pesqueiros menores estão distribuídos em cidades e vilas de pescadores atendendo a demanda dessa atividade com destaque para os portos de Camocim, Acaraú e Aracati, todos abrigados na foz dos maiores rios do Ceará. Apesar dos portos em foz de rios, nenhum rio cearense é navegável fora das áreas represadas.

## Rodoviário

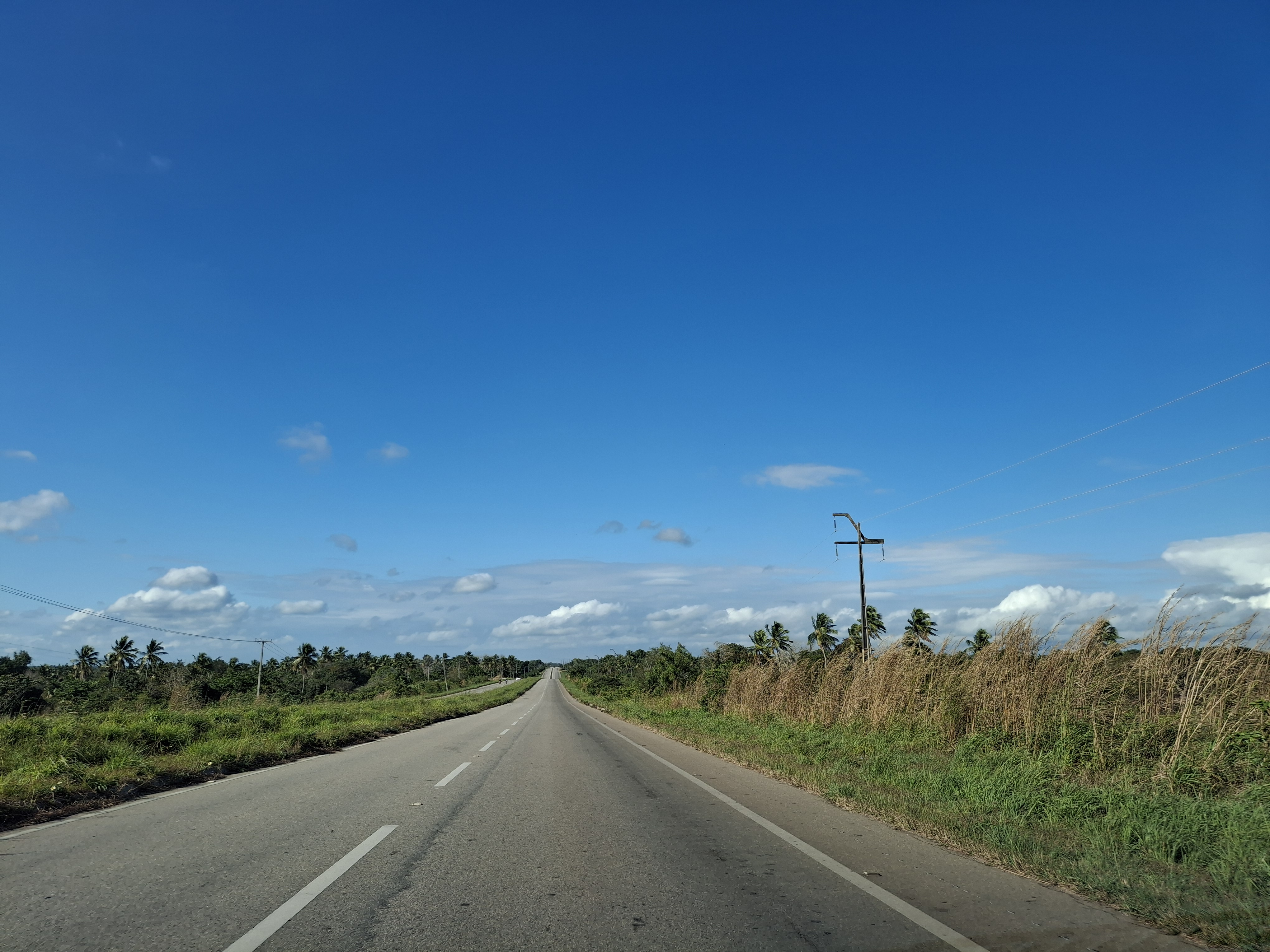
CE-085 em Trairi, no norte do Ceará.

Em Fortaleza tem início a BR mais importante do Brasil, a BR-116, que liga a Capital do Ceará às regiões Sudeste e Sul do país até a cidade gaúcha de Jaguarão. Em Fortaleza também tem início a BR-222 que faz ligação com a região Norte indo até Marabá no Pará. A BR-020 faz a ligação de Brasília com Fortaleza passando por toda a região dos Inhamuns, área mais pobre do estado. Estas três BRs estão duplicadas na área que faz entrada em Fortaleza sendo a BR-116 duplicada entre Horizonte e a Capital. A rodovia BR-230 Transamazônica corta o estado na região sul. Outra rodovia de extrema importância é a BR-304, que começa em Fortaleza, passa por Aracati e Mossoró (RN) até chegar à capital do Rio Grande do Norte, Natal. A BR-304 é considerada a rodovia do futuro, por onde passam as maiores riquezas turístico econômicas do Ceará e do Rio Grande do Norte.
O Estado do Ceará conta atualmente, segundo dados disponibilizados pela Superintendência de Obras Públicas do Ceará (SOP), com 12.658,6 Km de rodovias estaduais, sendo 8.513,3 Km de rodovias pavimentadas simples, 598,4 Km de rodovias pavimentadas duplas e 3.546,9 Km de rodovias não pavimentadas. Segundo a SOP, ainda está planejada a construção de mais 1.217,4 Km de rodovias em todo o estado, chegando a uma malha total de 13.876 Km de rodovias estaduais.
Todas as CEs que fazem a ligação de Fortaleza com os municípios vizinhos estão duplicadas: CE-040, CE-060, CE-065 e CE-090. No interior a CE-060 entre as cidades de Acarape e Redenção num trecho de 2 km duplicado e entre as cidades de Juazeiro do Norte e Barbalha outro trecho de 10 km. Entre Juazeiro do Norte e Crato a BR-122 também está duplicada. Todas as sedes dos municípios têm acesso por estradas pavimentadas.